# Internationale Föderation der Sportakrobatik
Die Internationale Föderation der Sportakrobatik war bis 1999 der internationale Spitzenverband der Sportakrobaten. Er war am 22. November 1973 in Moskau gegründet worden.  Die damalige UdSSR war federführend. Der erste  Präsident der IFSA war der Bulgare Stoil Sotirov. Die IFSA erstellte verbindliche Wettkampfregeln und definierte die Disziplinen. Diese umfassten die heute noch bestehenden Wettkämpfe Damen (Paar), Herren (Paar), Mix (Paar), Damengruppe (3 Damen) und Herrengruppe (4 Herren). Ebenfalls ins Programm aufgenommen wurde das heute nicht mehr ausgetragene Springen männlich und weiblich. Weltmeisterschaften wurden bis 1992 ausgerichtet. Die Veranstaltungsorte waren
- 1974	 Moskau
- 1976 	 Saarbrücken
- 1978	 Sofia
- 1980	 Posen
- 1982	 London
- 1984	 Sofia
- 1986	 Rennes
- 1988	 Antwerpen
- 1990	 Augsburg
- 1992	 Rennes

Ab 1985 war die IFSA Mitglied des Internationalen Olympischen Komitees. Obwohl damit die Sportakrobatik als vom IOC anerkannte Sportart galt, wurde sie nicht in das olympische Programm aufgenommen. Die IFSA wurde 1999 aufgelöst, die Sportakrobatik ist seither eine offizielle Sparte der Fédération Internationale de Gymnastique und ging in der (FIG) auf. 